# Вочула (Флорида)
Вочула (англ. Wauchula) — місто (англ. city) в США, в окрузі Гарді штату Флорида. Населення — 4900 осіб (2020).

## Географія
Вочула розташована за координатами 27°32′49″ пн. ш. 81°48′38″ зх. д. / 27.54694° пн. ш. 81.81056° зх. д. (27.546874, -81.810622).  За даними Бюро перепису населення США в 2010 році місто мало площу 8,61 км², уся площа — суходіл.

## Демографія
Згідно з переписом 2010 року, у місті мешкала 5001 особа в 1546 домогосподарствах у складі 1071 родини. Густота населення становила 581 особа/км².  Було 1752 помешкання (203/км²).
Расовий склад населення:
| - 67,2 % — білих - 5,9 % — чорних або афроамериканців - 1,0 % — азіатів - 0,9 % — корінних американців - 22,6 % — осіб інших рас |

До двох чи більше рас належало 2,3 %. Частка іспаномовних становила 48,6 % від усіх жителів.
За віковим діапазоном населення розподілялося таким чином: 31,0 % — особи молодші 18 років, 58,0 % — особи у віці 18—64 років, 11,0 % — особи у віці 65 років та старші. Медіана віку мешканця становила 29,4 року. На 100 осіб жіночої статі у місті припадало 99,3 чоловіка;  на 100 жінок у віці від 18 років та старших — 100,1 чоловіка також старших 18 років.
Середній дохід на одне домашнє господарство  становив 48 705 доларів США (медіана — 41 480), а середній дохід на одну сім'ю — 57 972 долари (медіана — 50 559). За межею бідності перебувало 18,8 % осіб, у тому числі 33,3 % дітей у віці до 18 років та 20,6 % осіб у віці 65 років та старших.
Цивільне працевлаштоване населення становило 2078 осіб. Основні галузі зайнятості: освіта, охорона здоров'я та соціальна допомога — 19,6 %, сільське господарство, лісництво, риболовля — 16,7 %, транспорт — 15,9 %.